# La Londe-les-Maures
 La Londe-les-Maures é uma comuna francesa na região administrativa da Provença-Alpes-Costa Azul, no departamento de Var. Estende-se por uma área de 79,29 km². Em 2010 a comuna tinha 10 522 habitantes (densidade: 132,7 hab./km²).